# タイミンタチバナ
タイミンタチバナ Myrsine seguinii H.Lév. は、ヤブコウジ科の低木。実用的価値は低いが本州南部以南の海岸林の構成樹種としては重要な種である。

## 特徴
常緑の低木から高木になる樹木。高さは10mに達する。若枝は無毛で暗い紫を帯びる。葉は革質で狭い倒卵形から線状長楕円形で先端は丸く、基部はすんなりと狭まる。葉柄は短くて2-13mm。
葉身は全体に毛が無くて滑らか、大きさは長さ5-12cm、時に19cmまで、幅は1-2.5cm、時に4cmまで。表面は深緑でつやがあり、裏面は中肋が盛り上がる。側脈は多数あるが、表面からはほとんど見て取れない。縁は滑らかで鋸歯はない。
雌雄異株で、花は3-4月に咲く。花は前年の葉の基部から出て3-10個が束生、花柄は2-4mmと短い。花冠の先端は外に反り返る。花冠は白で外側は赤みを帯びる。雄花と雌花は概形では似ているが雄花では雌しべの柱頭が退化して、雌花では丸い雌しべに突き出した柱頭があるが雄しべの柄はほとんど退化する。果実は球形で径5-7mmになり、黒く熟する。
日本でこの科に属するマンリョウやヤブコウジなどは花序がはっきりした柄を持ち、枝から伸びた柄の先に複数の果実を下げるものが多いが、この種では果実の柄が短く、まるで枝にくっついて実っているように見える。実際には枝先の葉の着いている部分よりやや基部に近い部分のある範囲で、一面に実をつける状態となり、独特の様子となる。

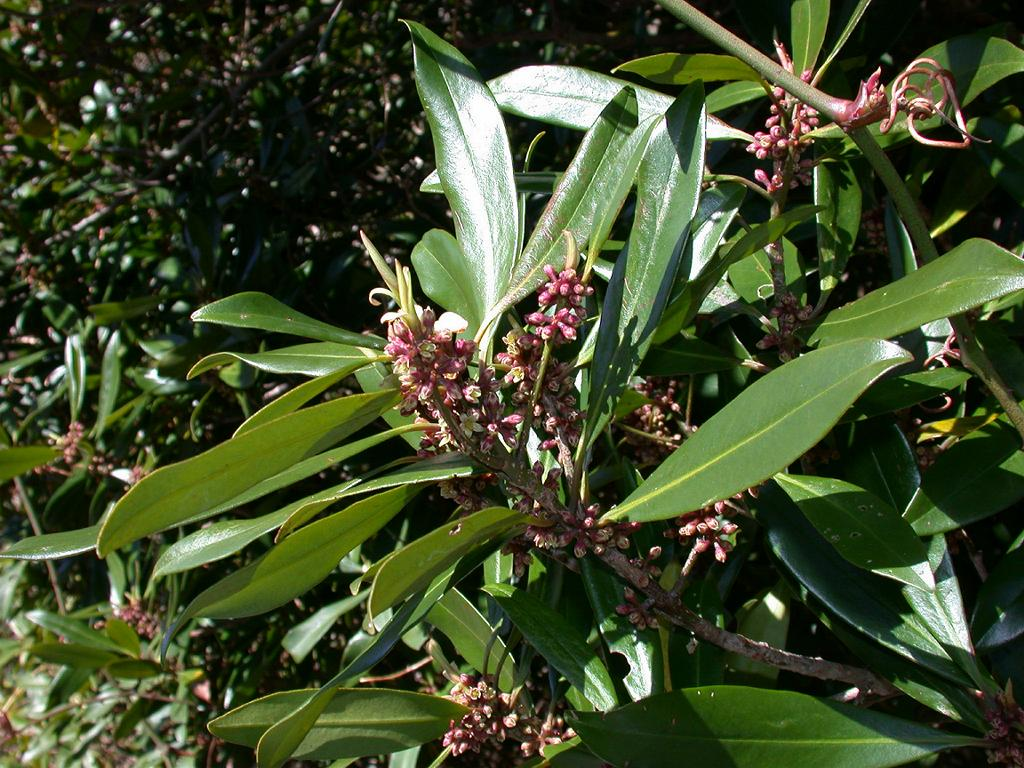
花の状態
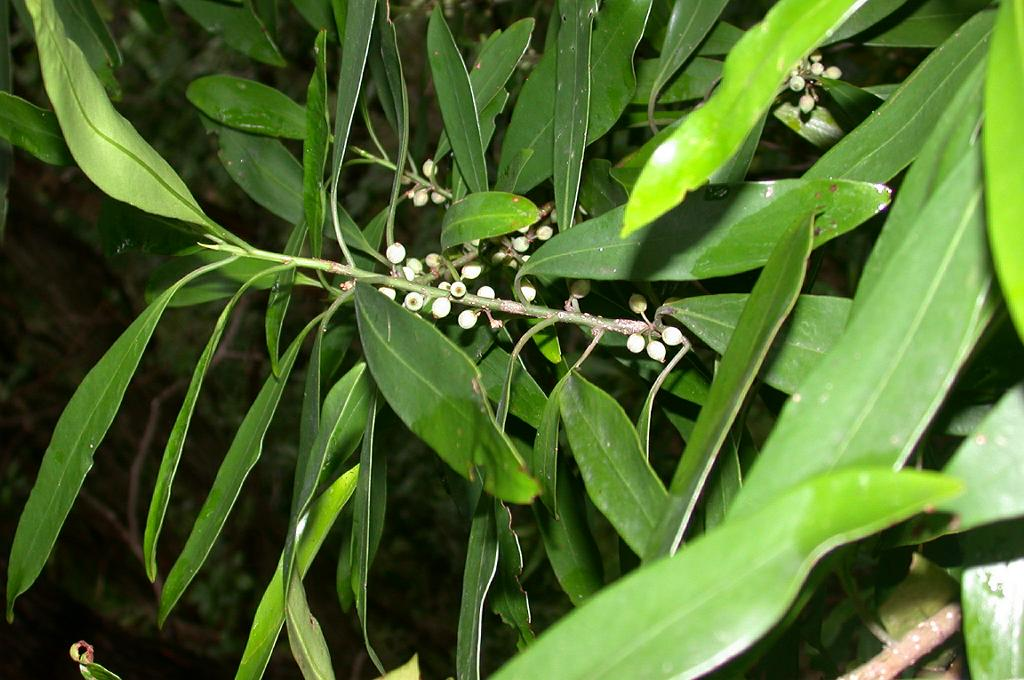
若い果実

名前については、牧野はこれが大明橘で、明国産のタチバナ（マンリョウ属）を意味し、中国原産と思われたことに依るとする。また別名としてヒチノキ、ソゲキをあげ、前者は意味不明、後者は枝を折ると簡単に裂けることに由来するとしている。

## 分布
日本では千葉県以西の本州から四国、九州、琉球列島まで分布する。国外では中国大陸、台湾、ベトナム、ビルマまで分布がある。

## 生態
常緑広葉樹林内に生育する。
着いている葉は今年に出た葉と前年の葉がほぼ半々で、一部は3年目まで維持される。林床に生えたものは縦に細長い樹型となりがちで、これは高木の下での乏しい生産量を高さの成長に投資していると見ることが出来る。

### 植生的視点から
この種は生育する森林によってはその数が多く、植生の区分の上でも重視される。本州南岸域ではスダジイなど低地の森林でごく普通に見られる。特に愛知県以西の太平洋岸での海岸林ではスダジイ-タイミンタチバナ群集として区別され、これは屋久島から奄美大島までのスダジイ林もこれに含める。またウバメガシの優占する海岸林でもウバメガシ-タイミンタチバナ-ヒメユズリハ群叢が区別され、これはウバメガシ林としては比較的背の高い森林で、往々にして亜高木層に本種が非常に多く見られる。
沖縄では若干その生育状況が異なる。この地域では低地にシイカシ林が無く、そこには本種は見られない。本種はより標高の高い区域で生育し、沖縄本島では与那覇岳周辺のオキナワウラジロガシ林で、石垣島では於茂登岳のケナガエサカキ-スダジイ群集で見られ、低木として優占はしないがまとまった数が見られる。西表島もほぼこれに準じる。

## 分類
ツルマンリョウ属 Myrsine とされてきたが、タイミンタチバナ属 Rapanea を認める立場もあり、シノニムには R. nerifolia (Kanitz.) Nakai、他に Arthruphyllum nerifolium (Kanitz.) H. Hara もある。
同属のものは熱帯域を中心に150種が知られる。日本では小笠原に固有種であるシマタイミンタチバナ　M. maximowicziiとマルバタイミンタチバナ M. okabaena が知られる。シマタイミンタチバナは比較的よく似ているがツルマンリョウ M. stolonifera は蔓性の小型の低木である。本州では同科のものはマンリョウ Ardisia crenata やイズセンリョウMasea japonicaなど、小さいものが多く、直立する低木は他にない。四国と九州南部以南にはモクタチバナA. sieboldiiやシシアクチ A. quinquegona など直立する樹木になるものがあり、やや似ているが、いずれもより幅広い葉を持ち、紛らわしくはない。
むしろ自生地で紛らわしいのはハイノキ科のミミズバイ Symplocos glauca である。いずれも本州南部の海岸付近の森林には低木として頻繁に出現し、葉の形も似ている。ミミズバイは鋸歯が出る場合があり、また葉質が薄くて葉脈が見て取れるなど、典型的なものでは判別は容易いが幼樹などでは紛らわしいことも少なくない。ちなみに枝に沿って果実が密生する様も似ている。

## 利用
利用される面はごく少ない。樹皮にラパノンを含有し、家畜の駆虫薬として使用されたことがある。沖縄でも古くは駆虫剤及び漁網の染料とした。そのほか、材は硬いが反りやすいなど欠点がある。薪炭材としては優秀。果実は救荒食となった。